# Faustino Consoni
Faustino Consoni  foi um padre católico italiano nascido na cidade de Brescia, membro da Congregação dos Scalabrinianos, que se instalaram no Brasil na segunda metade do século XIX. No ano de 1912 foi acusado de assassinar a menina Idalina Stamato após tê-la violentado sexualmente nas dependências do antigo orfanato Cristovão Colombo (atual Instituto Cristovão Colombo), na região da Vila Prudente, à época parte do bairro do Ipiranga. O fato ficou conhecido como caso Idalina.
A época o desaparecimento de Idalina combinado com relatos de outros casos de abuso resultou em massivos protestos populares em grande parte organizados por ativistas libertários e anticlericais na cidade de São Paulo. Nem o juizado de menores, nem qualquer outra instituição judicial ou policial governamental se manifestou sobre o assunto.
O jornalista e ativista libertário Oreste Ristori registra a indiferença das autoridades.
Quem poderia, quem ao contrário deveria intervir neste caso, e tentar resolver a confusa meada, é o Juizado de menores, mas ele fez como Pilatos: lavou as mãos, talvez porque a influência do clero é muito grande para poder desbaratar-se e agir segundo a lei.(...) Das outras autoridades não há nem o que falar. A cumplicidade moral neste fato de índole religiosa, se estende como uma cadeia de ferro a toda hierarquia do poder judiciário e policial.— Jornal La Bataglia de 20/06/1912.
Frente aos protestos e comícios a igreja deu início a uma campanha em diversas paróquias visando inocentar o padre Consoni, apresentando-o como uma figura caridosa benfeitora dos pobres e dos desamparados, e acusando os libertários que organizavam protestos contra o suposto crime de serem os raptores da menina. Segundo o historiador Cleber Rudy baseado em reportes do jornal A Lanterna
Idalina não seria uma vítima solitária, pois outros crimes haviam acontecido, como o da orfã de 14 anos Josephina, que também teria sido estuprada e assassinada. Os padres rebateram tais acusações taxando-as de infundadas e caluniosas e para tanto teriam forjado uma falsa Idalina, na figura da menor Maria Magdalena.
Posteriormente Faustino Consoni exerceria a função de reitor da igreja de santo Antônio no centro da cidade de São Paulo.
Nem a indiferença das autoridades, nem a campanha da igreja demoveriam as camadas populares com relação a culpa do padre Faustino Consoni. Este crime ficaria registrado em uma das canções populares da época - Idalina Stamato fu ammazzata (Idalina foi assassinada) - cantada tanto em italiano quanto em português.
Onde está Idalina?
No buraco da latrina.
Quem foi o assassino?
Foi o padre Faustino.